# Кастельфранко-ди-Сотто
Кастельфра́нко-ди-Со́тто (итал. Castelfranco di Sotto) — коммуна в Италии, располагается в области Тоскана, в провинции Пиза.
Население составляет 12 622 человека (2008 г.), плотность населения составляет 261 чел./км². Занимает площадь 48 км². Почтовый индекс — 56022. Телефонный код — 0571.
Покровителем коммуны почитается святой мученик Север, празднование 18 ноября.

## Демография
Динамика населения:

## Администрация коммуны
- Официальный сайт: https://web.archive.org/web/20060813235333/http://www.comune.castelfranco-di-sotto.pi.it/